# 中元
中元是歷史學術語，同樣性質的術語還有「前元」「後元」。汉武帝建立了年号制度。在武帝之父景帝在位時，雖然沒有年号。但是他將其在位的時間（西元前156年至前141年）分為三段，中元（或稱中）就是三个時段中处于中间的一段，共計六年（西元前149年至前144年）。
中元也是汉光武帝刘秀建武中元年号的另外一种写法。
日本古代私年號也有稱作中元。
中元也是黄帝纪年的簡稱。
明朝末年四川白蓮教起義軍劉應選也以中元作為年號。

## 漢景帝
| 中   | 元年    | 2年     | 3年     | 4年     | 5年     | 6年     |
| ---- | ------- | ------- | ------- | ------- | ------- | ------- |
| 公元 | 前149年 | 前148年 | 前147年 | 前146年 | 前145年 | 前144年 |
| 干支 | 壬辰    | 癸巳    | 甲午    | 乙未    | 丙申    | 丁酉    |